# WZT-3
WZT-3 – wóz zabezpieczenia technicznego, produkcji polskiej, bazujący na podwoziu czołgu T-72/PT-91.

## Historia
Wraz z pojawieniem się czołgu T-72 w Siłach Zbrojnych PRL pojawiła się potrzeba nowego pojazdu zabezpieczającego działania pododdziałów pancernych i postanowiono skorzystać z podwozia czołgu T-72M produkowanego od 1981 w Bumar-Łabędy. Wojskowy Instytut Techniki Pancernej i Samochodowej z Sulejówka opracował założenia pojazdu, a Ośrodek Badawczo-Rozwojowy Urządzeń Mechanicznych w Gliwicach w ramach programu Bizon opracował i wykonał wraz z Bumarem 2 prototypy. Testy i próby wykonano w latach 1986-1988, a po ich zakończeniu WZT-3 wprowadzono na wyposażenie Wojska Polskiego.
Pomiędzy rokiem 1989 a 2003 Wojsko Polskie odebrało tylko 29 sztuk WZT-3, z czego 9 sztuk w wersji WZT-3M (z silnikiem S-12U o mocy 850 KM zamiast standardowego W-46-6). Od 2003 przeprowadzono remonty odebranych WZT-3 i modernizację do wersji WZT-3M.

## Użytkownicy
Bumar szybko zyskał nowego kontrahenta z Jugosławii, realizującej w tym czasie zamówienie na czołgi M-84A dla Kuwejtu - zamówiono 40 kompletów zestawów i zakupiono prawa licencyjne (jako M-84AI).
8 kwietnia 1999 roku podpisano umowę z Indiami na dostawę 44 WZT-3 za 32 mln dolarów (realizacja grudzień 2000 - maj 2001). Pojazdy te nie były wyposażone w całości w Polsce - m.in. silniki pochodziły od odbiorcy. 20 kwietnia 2002 roku podpisano kolejny kontrakt z Indiami na kolejne 80 sztuk WZT-3 za sumę około 80 mln dolarów (realizacja 2003-2004).
30 marca 2004 roku Bumar podpisał kolejny kontrakt z Indiami - tym razem na 228 wozów za sumę około 210 mln dolarów z terminem realizacji w latach 2004-2007.
W 2011 Indie zamówiły kolejne 204 WZT-3, umowa jest warta 275 mln USD, wozy montuje w Indiach na licencji Bharat Earth Movers Limited (do 40% udziału w produkcji), korzystając z polskich podzespołów.
Użytkownicy WZT-3 (Licząc też użytkowników WZT-3M):
- Chorwacja
- Czechy[2]
- Indie
- Kuwejt
- Malezja
- Polska
- Serbia

Byli
- Jugosławia

## Konstrukcja
WZT-3 oparty jest na podwoziu czołgu T-72M. Załoga składa się z 4 osób: dowódcy, kierowcy, mechanika i operatora. Do obserwacji stosowane są podobnie jak w T-72: 
- peryskopy dzienne typu TNPO-160, TNPO-168W (kierowcy), TNP-165A i TNPA-65,
- noktowizory aktywne typu TKN-3 i TWNE-4B,
- noktowizory pasywne typu POD-72 i PNK-72 (opcjonalnie).

Zapewnieniu łączności zewnętrznej służy radiostacja R-173 wraz z odbiornikiem, do wewnętrznej telefon R-174. Uzbrojenie stanowi plot. wkm NSW kalibru 12,7 mm z 720 szt. amunicji oraz 12 wyrzutni granatów dymnych systemu Tucza (4 z lewej, 8 z prawej).
Wyposażenie specjalistyczne WZT-3 to:
- wysuwany żuraw hydrauliczny TD-50 o udźwigu 15 ton i regulowanym ramieniu od 5,8 do 8 metrów
- mechaniczna wyciągarka o uciągu 280 kN (ze zbloczami jest to 840 kN) i długości liny 200 metrów
- hydrauliczna wyciągarka o uciągu 20 kN i 400 metrach liny
- lemiesz o długości 360,5 cm i wysokości 90 cm
- urządzenia do spawania i cięcia elektrycznego oraz acetylenowego
- sprężarka powietrza
- zestawy do podnoszenia zespołów napędowych.

Podwozie składa się z sześciu par podwójnych kół jezdnych, tylnych kół napędowych i przednich napinających. Gąsienice podtrzymywane są na trzech rolkach.